# Alex Wright
Alex Wright (17 de mayo de 1975) es un luchador profesional retirado y promotor de lucha libre profesional británico-alemán conocido por luchar para World Championship Wrestling (WCW), con quien firmó en 1994. Fue un destacado luchador de cartelera durante sus siete años en la WCW, incluyendo reinados como una vez Campeón de Peso Crucero, una vez Campeón Mundial de Televisión y una vez Campeón Mundial en Parejas (con Disco Inferno). 

## Carrera

### Primeros años
Alex Wright pertenece a una familia de luchadores profesionales; su padre es Steve Wright, quien fue un luchador profesional de origen británico y su entrenador en los primeros años de su carrera, y Bernie «Bearcat» Wright, otro exluchador profesional, es su tío. Alex luchó por primera vez de manera profesional en 1991 en su país natal, cuando solo tenía 16 años de edad. En sus primeros años como luchador profesional Alex Wright luchó en su ciudad natal y también trabajó en Japón.

### World Championship Wrestling (1994-2001)

#### Das Wunderkind (1994-1996)
Wright fue descubierto por la World Championship Wrestling (WCW) durante una gira que la WCW realizara por Alemania a mediados de 1994. Durante esa gira, muchos luchadores sufrieron lesiones y le ofrecieron a Wright suplantarlos. Él firmó un contrato con la WCW y comenzó a entrenar en el gimnasio de la WCW. Alex Wright comenzó a luchar como chico bueno o babyface y fue conocido como el luchador profesional más joven, "Das Wunderkind" (el Chico Maravilla) Alex Wright. La WCW decidió crear una rivalidad (feud o feudo en el argot de la lucha libre) entre los personajes de Alex Wright y otro debutante en la WCW, Jean-Paul Levesque. Alex Wright derrotó a Levesque en la edición de Starrcade 1994, que fue el debut de ambos luchadores en un espectáculo pago por evento.
Alex Wright conservó su invicto frente a muchas estrellas de la WCW incluyendo a Bobby Eaton en la edición de Clash of the Champions XXX y frente a Paul Roma en SuperBrawl V.
Su primera derrota fue contra Arn Anderson en la edición de Slamboree 1995 por el Título de la Televisión.

#### Alex Wright, de chico bueno a villano (1997)
El personaje de Alex Wright se transforma en villano en el verano de 1997. En la edición del 28 de julio de Monday Nitro de ese año Alex Wright derrota a Chris Jericho y gana el título crucero de la WCW, el WCW Cruiserweight Championship. Para esta época la WCW había iniciado una rivalidad entre los personajes de Wright y Jericho. Alex Wright logró defender el título contra Jericho en Road Wild 1997, antes de perderlo frente a Jericho en la edición de Saturday Night del 16 de agosto de 1997.

#### Dancing Fools (1998)
Wright comenzó a recomponer relaciones con su antiguo rival Disco Inferno y en 1998 comenzaron a luchar en equipo bajo el nombre de los Dancing Fools un dúo que tuvo moderado suceso. El nombre del equipo que en español se podría traducir como "Los Tontos Danzarines" se debía a que tanto Wright como Inferno solían bailar al hacer su entrada al ring. Al equipo se sumaba a menudo el luchador japonés Tokyo Magnum quien trataba de imitar los pasos de baile de sus compañeros. Wright e Inferno rivalizaron con los Public Enemy (Johnny Grunge y Rocco Rock), antes quienes perdieron en Road Wild. Wright comenzó a autoproclamarse como el mejor luchador de la WCW venido de Europa. El luchador británico British Bulldog disputó tal proclamación lo que llevó a una rivalidad entre Wright e Inferno contra Bulldog y Jim Neidhart. La rivalidad se resolvió en la edición de 1998 de Fall Brawl en la que los Dancing Fools perdieron ante Bulldog y Neidhart. Luego de sufrir otras derrotas Wright e Inferno deciden separarse y retomar sus carreras de manera individual.
Wright comenzó una rivalidad con otro luchador europeo, el irlandés Fit Finlay, porque Wright culpaba a Finlay por el final de la carrera de su padre. Wright pudo vengar a su padre derrotando a Finlay en la edición de 1998 de Halloween Havoc.

#### Berlyn (1999)
Durante el primer cuatrimestre de 1999 Alex Wright no tuvo ninguna aparición en las emisiones televisadas de la WCW. En el mes de mayo la empresa comenzó a promocionar nuevamente a Alex Wright con un nuevo nombre: Berlyn (una intencional mal traducción del nombre de la ciudad de Berlín, la capital del país natal de Wright). También su aspecto físico fue cambiado: ahora lucía una barba candado negra y con la cabeza rapada excepto por una cresta también teñida de negro al estilo de los indios Mohawk que reemplazó a su rubia cabellera.
El nuevo personaje usaba un largo abrigo de cuero negro que se negaba arrogantemente a hablar en inglés. Las promociones en televisión fueron puestas al aire poco después de ocurrida la Masacre del instituto Columbine y ya que los alumnos que cometieron la masacre solían usar abrigos de cuero negro como vestimenta distintiva, la WCW creyó que las similitudes con la apariencia del nuevo personaje podrían mal interpretarse y por lo tanto demoró el debut de Berlyn hasta el mes de agosto.
Berlyn nunca llegó a tener aceptación entre los fanáticos de la WCW y
Alex Wright desapareció nuevamente de la televisión.

#### Boogie Knights (2000)
Luego de algún tiempo fuera del cuadrilátero, Alex Wright retorna al mundo de la lucha profesional con su verdadero el 27 de septiembre de 2000 durante el encuentro que disputaban su antiguo compañero Disco Inferno, ahora renombrado "Disqo", y Konnan. Wright, ahora con su cabeza totalmente rapada, interviene ayudando a Disqo en obtener la victoria y el dúo se reúne con el nombre de los Boogie Knights.
Los Boogie Knights comienzan una rivalidad con los Filthy Animals y con dos miembros de los Natural Born Thrillers (Sean O'Haire y Mark Jindrak), quienes eran por aquel entonces detentaban el campeonato por equipos, la World Tag Team Champions. En la edición de Halloween Havoc de 2000, los tres equipos participaron de un combate triangular que fue ganado por Haire y Jindrak. 
Se concertó una revancha pero Disqo se lesionó y fue sustituido por General Rection.
Rection y Wright obtuvieron el campeonato por equipos venciendo a Haire y Jindrak el 16 de noviembre de 2000. Sin embargo Alex Wright y otro sustituto de Disqo, Elix Skipper, pierden el campeonato a manos de Chuck Palumbo y Shawn Stasiak, otros dos miembros de Natural Born Thrillers.

### Retiro
Wright desapareció de la pantalla luego del cierre de la WCW y no volvió a aparecer en la televisión americana desde entonces. En los años recientes Wright se mantuvo alejado de la competencia activa y sólo en raras ocasiones participó de encuentros en su país, Alemania. A pesar de esto Wright es todavía respetado en el mundo de la lucha profesional. En la actualidad reside en su ciudad natal y trabaja como financista en un banco y como instructor en acondicionamiento físico. Además ha abierto una escuela de lucha llamado "The Wright Stuff" en Núremberg. 
Alex Wright está casado con Heidi Conway desde 1994, cuando él tenía 19 años de edad y del matrimonio nacieron tres hijos. Wright es un devoto cristiano evangélico, un "cristiano nacido de nuevo" que asistía regularmente a estudios bíblicos con otros compañeros de la WCW en los mismos vestuarios de la empresa.

## Campeonatos y reconocimientos
- Revista Pro Wrestling Illustrated
  - PWI Debutante del Año (1995)
- World Championship Wrestling
  - WCW Cruiserweight Championship (1 vez)
  - WCW World Tag Team Championship (1 vez) - Disco Inferno
  - WCW World Television Championship (1 vez)